# The Super Hero Squad Show
The Super Hero Squad Show — американський мультсеріал про супергероїв, створений компанією Marvel Animation. Він заснований на лінії фігурок Marvel Super Hero Squad від Hasbro, які зображують Месників, Людей Ікс та інших персонажів Всесвіту Marvel у мультяшному супердеформованому стилі.
Шоу також є самосвідомою пародією на персонажів Marvel із впливом комедійної серії пародійних коміксів Mini Marvels, оскільки герої, як правило, опиняються в комедійних ситуаціях і мають мультяшні нахили порівняно зі своїми звичайними серйозних особистостей (наприклад, Неймовірний Халк веселий і добродушний, але з «серйозними проблемами гніву»), і це загальний комедійний погляд на Месників. Виробництвом серіалу займалися Film Roman і Marvel Animation.

## Сюжет

### 1 сезон
До початку серіалу лиходій Доктор Дум намагається отримати безмежну силу «Меча Нескінченності», що руйнує реальність, у гонитві за світовим пануванням. Залізна Людина руйнує його план, але меч розбивається в процесі, створюючи численні «фрактали», які дощем падають на місто супергероїв.
Відтоді Доктор Дум уклав альянси з різними суперлиходіями, утворивши свій Смертоносний легіон, щоб полювати на розсіяні фрактали. Сили Дума, включно з двома його головними поплічниками МОДОКОМ і Мерзотністю, живуть у Вільянвілі, який відокремлений від міста супергероїв гігантською стіною. Злочинному плану Дума протистоїть Залізна Людина, яка зараз очолює елітну команду, відому як Загін Супер Героїв, до складу якої входять він сам, Сокіл, Халка, Срібний Серфер, Тор і Росомаха. Marvel спочатку мав намір включити Людину-павука принаймні в один епізод шоу, але Sony Pictures Entertainment (які на той час володіли телевізійними правами на Людину-павука) вирішила не дозволити цього. Однак Людина-павук з'явився в іграх, заснованих на серіалі та інших зв'язках.
Штаб-квартира загону супергероїв розташована на гелікаррієрі SHIELD, і їм часто допомагають у захисті міста супергероїв їхній бос Капітан Америка, лідер SHIELD пані Марвел, новачок «Squaddie» і учень Росомахи Рептил, а також багато інших друзів-супергероїв.
Наприкінці першого сезону Меч нескінченності переробляється, коли величезний гігант Галактус прибуває, щоб пожерти Землю. Пізніше з'ясувалося, що Мечем Нескінченності може володіти лише той, хто володіє Рукавицею Нескінченності. Срібний серфер знову приєднується до Галактуса як його вісник і залишає команду з Мечем нескінченності. Після битви Віленвіль знищено, а його поплічників заарештовано, за винятком Дума, який тікає. Відеогра під назвою Marvel Super Hero Squad була створена, хоча Джош Кітон, який грає Moon-Boy у серіалі, тепер грав як Людина-павук. Це також включало інших людей з такими ж голосами. Цю відеогру створили Blue Tongue Entertainment, Mass Media та Halfbrick Studios.

### 2 сезон
Другий сезон присвячений подорожам до різних куточків Всесвіту Marvel, галактики, різних вимірів і крізь час. Танос стає головним антагоністом першої половини сезону, шукаючи шість дорогоцінних каменів Нескінченності, щоб довести свою перевагу над Небулою та здобути перевагу над Всесвітом. Зрештою він отримує всі шість самоцвітів нескінченності.
У цьому сезоні склад загону був змінений, оскільки Срібний Серфер залишив акторський склад, щоб знову стати вісником Галактуса. Багряна Відьма  замінює Серфера, повертаючись із оригінальними членами загону Залізною Людиною, Халком, Сокілом, Росомахою та Тором. Тор отримує свою «кольчугу» в подарунок від свого батька Одіна в епізоді «Підтримуйте свого місцевого неба-батька».
У другій половині другого сезону Срібний Серфер, який був зіпсований Мечем Нескінченності, викрадає Рукавицю Нескінченності у Таноса, захоплює всесвіт і перетворюється на Темного Серфера, замінюючи Таноса як головного антагоніста сезону. У фіналі серії Темний Серфер зазнає поразки, Камені Нескінченності та Меч Нескінченності знищені, і все повертається на круги своя, хоча Срібний Серфер має віддати свій борг за те, що він зробив, будучи Темним Серфером.
Прем'єра другого сезону в Сполучених Штатах відбулася 23 жовтня 2010 року на Cartoon Network , щоб збігтися з випуском наступної відеоігри Marvel Super Hero Squad: The Infinity Gauntlet.

## епізоди
List of The Super Hero Squad Show episodes
| Сезон | епізоди | перший епізод   | остання серія  |
| ----- | ------- | --------------- | -------------- |
| 1     | 26      | 14 вересня 2009 | 20 лютого 2010 |
| 2     | 26      | 23 жовтня 2010  | 14 жовтня 2011 |

У першому сезоні у початковій серії серіалу з’являється приціл, подібний до «Сімпсонів» і «Досить дивних батьків», де Халк бере фрактал нескінченності та перетворюється його силою на щось інше в кожному епізоді, як-от класичний сірий Халк, маленький Халк, диско-Халк, який пародіює Джона Траволту, Росомаха, що забула, Брюс Беннер і Халк, схожий на Гомера Сімпсона. Ця функція була видалена у другому сезоні. Крім того, титульна картка кожного епізоду є даниною поваги до класичної обкладинки коміксів, як і назви деяких епізодів.

## акторський склад
- Чарлі Адлер — Captain Britain, Doctor Doom, Melter, Plantman, Sabretooth, Wrecker, Super-Skrull (сезон 1), Doombots, Синтія «Коко» фон Дум, Філ Шелдон із Marvels, Hotel Employee Doombots
- Алімі Баллард — Falcon, Thunderball ,
- Стів Блум — Росомаха, Хеймдалль (сезон 1), Забу, Мерзота, Фін Фанг Фом, Піро, Танос (сезон 1), Червоне крило, Дроге
- Дейв Боут — Тор, Штука, Уату Спостерігач, Трапстер, Барон Мордо, Мама Галактуса, Капітан Ліхтенштейн, Джон Портер із контролю над пошкодженнями, Адам Варлок, Дракула, Док Самсон, Людина-Ступа
- Джим Каммінгс — Танос (сезон 2), Супер-Скрулл (сезон 2), Людина-факел
- Грей ДеЛайл — Міс Марвел, Чарівниця, Вулкан, Фрігга
- Майкі Келлі – Срібний Серфер/Темний Серфер, Залізний Кулак
- Том Кенні – Залізна людина, Капітан Америка, Колос, Джаггернаут, МОДОК, Фандрал, Вартові, Космічні фантоми
- Стен Лі – мер міста супергероїв
- Тара Стронг – Invisible Woman, HERBIE, Scarlet Witch, Brynnie Bratton, Princess Anelle, Toro, Alicia Masters, Holoball, Baby Iron Man
- Тревіс Віллінгем — Халк, Людина-факел, Скурдж, Палебійник, Гіперіон, Зевс, Балдер, Ганс

## Команда
- Гай Майкелмор – композитор
- Джеймі Сімон – режисер кастингу та озвучення, супервайзер звуку

## виробництво
Виконавчими продюсерами шоу були Алан Файн, Саймон Філіпс і Ерік Роллман, а співвиконавчими продюсерами були Джо Кесада і Стен Лі. Корт Лейн був продюсером. Мітч Шауер, творець серіалу Nickelodeon «Злі бобри», був головним режисером і дизайнером персонажів. Метт Уейн був редактором сюжетів і головним сценаристом шоу. Серед інших письменників – Майкл Раян, Ніколь Дабук, Атул Н. Рао, Юджин Сон, Джеймс Кріг і Марк Гоффмайер. Новітній автор пісень Паррі Ґріпп створив головну пісню.
Глава Marvel Television і автор коміксів Джеф Леб пояснив, що серіал хотів би кожен, заявивши: «Наші комікси Marvel Super Heroes завжди розважали шанувальників різного віку, і ми з гордістю пропонуємо анімаційний серіал, яким зможуть насолоджуватися всі сім’ї.. Завдяки найзахопливішим суперпотужним пригодам, The Hub тепер може запропонувати найкраще задоволення з усіх — уперше відчути Marvel. Отже, незалежно від того, чи хочете ви літати з Тором, одягнутись із Залізною людиною чи розгромити з Халком, у цій серії є все, що ваша родина хоче бачити від наших героїв».

## Історія трансляцій
Перший сезон шоу повинен був дебютувати на Cartoon Network у Сполучених Штатах 19 вересня 2009 року  але вийшов в ефір п'ятьма днями раніше, 14 вересня 2009 року. Прем'єра другого сезону серіалу, заснованого на The Infinity Gauntlet, відбулася 23 жовтня 2010 року о 6:30 ранку (ET) і припинила показ на Cartoon Network 19 лютого 2011 року з епізодом 40 ("Доля долі!"). ). Після цього нові епізоди транслювалися лише на Teletoon і були доступні для покупки в iTunes. 23 липня 2011 року серіал повернувся на Cartoon Network у новий часовий проміжок о 12:00 (ET). Хоча в наступні тижні нових епізодів не виходило. У вересні 2011 року Cartoon Network оголосила, що «Шоу загону супергероїв» транслюватиме нові епізоди щодня вранці о 7:00 ранку (ET), починаючи з понеділка, 3 жовтня 2011 року  Серіал завершився 14 жовтня 2011 року. Всього для серіалу було знято 52 епізоди. Hub Network розпочав трансляцію серіалу 30 січня 2012 року як частину своєї щоденної лінійки по буднях і транслювався на Discovery Family до 30 січня 2015 року  У зв’язку з тим, що Cartoon Network втратила права на серіал, увесь контент про загін супергероїв було видалено з вебсайту мережі, за винятком відеокліпів на YouTube. 3 січня 2020 року обидва сезони серіалу було додано до Disney+.
Прем'єра серіалу відбулася на каналі Teletoon у Канаді в неділю, 13 вересня 2009 року, о 8:30 (східноєвропейський час) у рамках блоку Action Force. Шоу повернулося на Teletoon у неділю, 6 лютого 2011 року, о 7:00 ранку (ET) для дебюту другого сезону. Усі 52 епізоди транслювалися в Канаді до 10 липня 2011 року.
Прем'єра серіалу відбулася 4 грудня 2009 року в Австралії на ABC3 у жовтні 2009 року 
Його транслювали на Nicktoons у Великобританії. 
Масова багатокористувацька онлайн-гра під назвою Marvel Super Hero Squad Online була випущена для громадськості у квітні 2011 року. Гра була значною мірою заснована на франшизі Super Hero Squad, з поверненням дизайну персонажів The Super Hero Squad Show. Гра була закрита в 2017 році 

## Домашні медіа

### Сполучені Штати
Більшість епізодів було випущено на DVD у кількох томах компанією Shout! Фабрика.
- Шоу Super Hero Squad Show: Quest For The Infinity Sword, том 1, випущений 13 липня 2010 року, включає епізоди 1–7 з 1 сезону, а також бонуси, які ніколи раніше не бачили.[15]
- Шоу загону супергероїв: Quest For The Infinity Sword, том 2, випущений 9 листопада 2010 року, включає епізоди 8–13 з 1 сезону, а також додаткові функції.[16][17]
- The Super Hero Squad Show: Quest For The Infinity Sword, том 3, випущений 8 лютого 2011 року, включає епізоди 14–19 сезону 1.[18][19]
- The Super Hero Squad Show: Quest For The Infinity Sword, том 4, випущений 3 травня 2011 року, включає епізоди 20–26 з 1 сезону [20][21]
- Шоу загону супергероїв: рукавиця нескінченності, том. 1, випущений 2 серпня 2011 року, включає перші шість епізодів з 2 сезону (загалом епізоди 27–32).[22]
- Шоу загону супергероїв: рукавиця нескінченності, том. 2, випущений 22 листопада 2011 року, включає наступні сім епізодів з 2 сезону (загалом епізоди 33–39).[23]
- Шоу загону супергероїв: рукавиця нескінченності, том. 3, випущений 17 квітня 2012 року, містить додаткові сім епізодів з 2 сезону (загалом епізод 40–46) і спеціальний промо-код для гравців, щоб розблокувати «особливі здібності» в MMO, заснованому на серіалі та лінійці іграшок Marvel Super Hero Загін онлайн.[24]
- Шоу загону супергероїв: рукавиця нескінченності, том. 4, випущений 21 серпня 2012 року, включає останні епізоди 2 сезону (загалом епізоди 47–52).[25]

### Об'єднане Королівство
Наразі на DVD видано п’ять томів. Hero Up містить епізоди 1–6, Hulk Smash містить епізоди 7–11, Don’t Call Me Wolvie містить епізоди 12–16, Tales of Evil містить епізоди 17–21, а Mother of Doom містить епізоди 22–26. Випуски домашнього відео 2 сезону ще не оголошені.

### Австралія
Magna Home Entertainment випустила The Super Hero Squad Show: The Infinity Fractal War (том 1) і Titanic Team-Ups (том 2) 2 червня 2010 року, а The Lethal Legion Strikes (том 3) 8 вересня 2010 року. Кожен DVD містить 6–7 епізодів серіалу, а також опис персонажів. (Австралійський випуск). Останній том сезону 1 під назвою Quest for the Infinity Sword (Vol 4) був випущений 3 листопада 2010 року і містив останні шість епізодів сезону 1. Наразі доступний сезон 2 The Infinity Gauntlet (том 1). Нескінченний Танос (том 2) також був випущений 2 листопада 2011 року.

### Канада
Vivendi Entertainment під назвою Vivendi Entertainment Canada випустила два томи під назвами The Super Hero Squad: Hero Up, Squaddies (Vol 1) і The Super Hero Show: Titantic Team Ups (Vol 2), обидва випущені 4 травня 2010 року. Том 3 було оголошено про вихід 29 червня 2010 року  Але, нарешті, DVD том 3 так і не вийшов на ринок. Оскільки це сталося, Vivendi також не випускала том 4 DVD. 28 вересня 2010 року  Vivendi випустила DVD-диск The Super Hero Squad Show: The Complete Season 1 DVD, який містить 3 і 4 томи без назви. Невідомо, чи буде реліз DVD 2 сезону.

## В інших медіа

### Комікси
Серія коміксів із чотирьох частин, заснована на серіалі під назвою Marvel Super Hero Squad, була випущена восени 2009 року. Серіал мав успіх, і Marvel відновив серіал у січні 2010 року як поточний серіал, який тепер має назву: Super Hero Squad. У коміксі представлені не лише персонажі серіалу, але й персонажі поза серіалом. Станом на 8 грудня 2010 року Super Hero Squad випустило 12 випусків. З тих пір не було випущено нових випусків, що, здавалося б, свідчить про те, що франшизу коміксів скасовано. Намагаючись повернути франшизу, Marvel випустив Super Hero Squad Spectacular, де Потойбійці відправляють їх на іншу планету разом зі своїми ворогами зі Смертельного Легіону.

### Відеогра
Marvel Super Hero Squad вийшов 20 жовтня 2009 року. Його продовження Marvel Super Hero Squad: The Infinity Gauntlet вийшло 16 листопада 2010 року.

### Різне
- У божевільному скетчі «Час месників» Залізна людина, Капітан Америка, Халк і Тор потрапляють у реальність із Космічного куба, що нагадує «Шоу загону супергероїв».
- У Ultimate Spider-Man епізоді «Flight of the Iron Spider» Людина-павук і Живий Лазер переносяться у всесвіт The Super Hero Squad Show, де Живого Лазера перемагає Тор.[28]

## зовнішні посилання
- Довідник із епізодів загону супергероїв на TV.com
- [відсутнє] Шоу загону супергероїв ] на анімаційних супергероях
- The Super Hero Squad Show на сайті IMDb (англ.)
- The Super Hero Squad Show на сайті Big Cartoon DataBase (англ.)